# Armórica

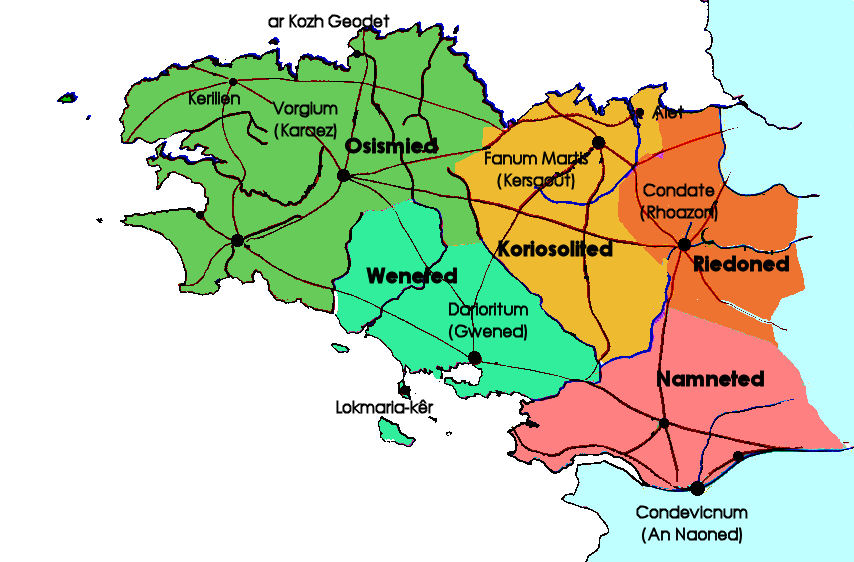
Mapa dos povos gálicos da região da moderna Bretanha, correspondente à antiga Armórica:
Osismos (Osismii)
Vénetos (Veneti)
Coriosolitos (Curiosolitae)
Redones
Namnetes

Armórica era, na Antiguidade, a região da Gália que incluía a península da Bretanha e o território entre os rios Sena e Loire, até um ponto indeterminado no interior. Este topónimo baseia-se na expressão gaulesa are mori "à beira-mar". Em bretão (idioma que, juntamente com o gaélico e o córnico são as línguas vivas derivadas do gaulês) "à beira mar" diz-se war vor (e gaélico ar for), embora a forma mais antiga arvor seja usada para as zonas costeiras da Bretanha, em contraste com argoad (ar 'em', coad 'floresta' [em gaélico ar goed ('coed', floresta)], para designar o interior. Esta utilização moderna permite deduzir que os Romanos contactaram inicialmente populações costeiras e partiram do princípio que o nome localizado Armórica dizia respeito a toda a região, tanto litoral quanto interior.
Plínio, o Velho, na sua História Natural (2.17.105), indica que Armórica era o nome antigo para a Aquitânia, dizendo que a fronteira sul da Armórica chegava até aos Pirenéus. Tomando em conta a origem gaulesa do nome, esta asserção é perfeitamente lógica e correcta, uma vez que Armórica não denomina um país, mas antes é uma palavra que identifica um tipo de região geográfica - uma região à beira-mar. Plínio enumera as seguintes tribos célticas que habitavam a península: os Éduos e os Carnutenos como aliados de Roma; os Néldios e os Secusianos como tendo alguma independência; e os Boios, Sénones, Aulercos (quer os Eburóvices quer os Cenomanos), os Parísios, Tricases, Andicavos, Viducasses, Bodiocasses, Venélios, Coriosvelites, Diablintes, Rédones, Turões, e os Atseuos.
O comércio entre a Armórica e a Grã-Bretanha, descrito por Diodoro Sículo e implicitamente referido por Plínio  existia desde tempos muito recuados. Devido ao prolongado apoio dado pela aristocracia tribal dos Bretões à resistência ao domínio romano na Armórica, mesmo depois da campanha de Crasso em 57 a.C., Júlio César invadiu por duas vezes a ilha em 55 e 54 a.C. como retaliação. Pistas acerca das intrincadas redes de relações culturais entre a Armórica e as "Bretanhas" de Plínio são-nos dadas por César quando descreve Divicíaco dos Suessiões, como "o mais poderoso dos governantes de toda a Gália, controlando não só uma grande área desta região [a Armórica] mas também da Bretanha" (De Bello Gallico ii.4). Achados arqueológicos ao longa da costa sul da Inglaterra, especialmente em Hengistbury Head, provam relações com a Armórica até leste do rio Solent. Esta relação "pré-histórica" entre a Cornualha e a Bretanha continuou chegada enquanto se falou o córnico (um dialeto do Bretão). Mais a Leste, no entanto, as ligações tipicamente continentais da costa britânica eram fundamentalmente com o vale do baixo Sena.
A arqueologia não tem sido tão esclarecedora quanto à Armórica da Idade do Ferro quanto a moeda, a qual foi estudada por Philip de Jersey (Coinage in Iron Age Armorica 1994, vol 2 of Studies in Celtic Coinage).
Sob o Império Romano, a Armórica era administrada como parte da Gália Lugdunense, cuja capital era Lugduno, a actual Lião. Aquando da reorganização das províncias romanas levada a cabo por Diocleciano no século IV, a Armórica foi dividida entre as segunda e terceira divisões da Lugdunense. Depois de as legiões terem retirado da Bretanha em 407, a elite local expulsou os magistrados civis em 408; a Armórica revoltou-se na década de 30 do mesmo século e novamente na década seguinte, expulsando os governantes do mesmo modo que o tinham feito os Romano-Britânicos. A península da "Bretanha" veio a ser colonizada com Bretões da Bretanha (ilha) durante os séculos V e VII, período do qual se guardam escassos documentos. Estes colonos, fossem ou não refugiados, deixaram a sua marca na toponímia das províncias mais ocidentais e atlânticas da Armórica: Cornualha e Dumnônia ("Devon").
No que toca às relações entre as línguas célticas da Grã-Bretanha, o córnico, o gaélico e o Bretão céltico, as quetões ainda não são pacíficas. Martin Henig sugeria, em 2003, que houve na Armórica, tal como na Grã-Bretanha pós-romana, "uma quantidade considerável de criação de identidade no período das migrações. Sabemos que a população do Kent, mista apesar de predominantemente Britânica e Franca, se redenominou como Juta, e as populações britânicas das terras a lesta da Dumnônia (Devon e Cornualha) acabaram por se classificar como "Saxões Ocidentais". Na Armórica Ocidental a pequena elite que conseguiu impor uma identidade à população era mais de origem Britânica que Galo-Romana, pelo que se tornaram Bretões". Há provas abundantes na línguas e noutros elementos da continuidade significativa nessas áreas de língua Britânica antes dos períodos romanos.
Com a evolução da Armórica Ocidental para a "Bretanha", quando os viquingues se estabeleceram na península do Cotentin e no baixo Sena (em torno de Ruão) durante os séculos IX e X, e estas regiões tomaram o nome de "Normandia", a expressão "Armórica" caiu em desuso.
No entanto voltou aos holofotes quando do sucesso mundial obtido pela série de Histórias em Quadrinhos "Asterix", ficção criada pelos franceses René Goscinny e Albert Uderzo, na qual os habitantes de uma aldeia gaulesa da antiguidade, localizada entre o mar e a floresta em algum canto do litoral da Armórica, liderados pelo guerreiro Asterix, resistiam bravamente ao invasor romano graças à poção mágica preparada pelo druida Panoramix, que lhes dava uma força sobre humana. A série, criada em 1959, teve 350 milhões de unidades vendidas em todo o planeta em diversas línguas e agrada até hoje as novas gerações, embora já não mais redigida pelos seus idealizadores.